# Municipio de Lázaro Cárdenas (Tlaxcala)
El Municipio de Lázaro Cárdenas (nombrado así en honor al expresidente mexicano Lázaro Cárdenas del Río), está ubicado en la parte norte del Estado de Tlaxcala, cuenta con una población de 2 769 habitantes, de los cuales 1 420 son mujeres y 1 349 son hombres. Se convirtió en municipio en 1995 separándose del municipio de Terrenate a quien pertenecía anteriormente. Su cabecera es la localidad de Lázaro Cárdenas.

## Ubicación geográfica
Cuenta con una extensión territorial de 25.440 km², a una altitud media de 2,520 m s. n. m.
Colinda al norte con el municipio de Tlaxco; al noreste con el municipio de Emiliano Zapata; al sur  y al este con el municipio de Terrenate; y al oeste con el municipio de Tetla de la Solidaridad.

## Actividades económicas
Es un municipio agrícola conocido por la producción de hortalizas y semillas, como lechuga, betabel, cilantro, brocoli, zanahoria y maíz, entre otros. 
La mayor parte de la producción agrícola es llevada para su venta a grandes mercados como la Central de Abasto de la Ciudad de México y otros cercanos.
Los terrenos agrícolas son de riego y de temporal. 
El riego de los campos de cultivo es abastecido por la Presa Lázaro Cárdenas y la Presa Tenexac.

## Centros educativos
Preescolar: Juan Ruiz de Alarcón
Primaria: Revolución
Telesecundaria: Lázaro Cárdenas
Bachillerato: CECYTE 21.
La educación impartida en los planteles es de carácter público, garantiza la gratuidad de la educación de los niños, niñas y adolescentes.
La atención en cada institución educativa está basada en la (NUEVA ESCUELA MEXICANA) que "tiene como centro la formación integral de niñas, niños, adolescentes y jóvenes, y su objetivo es promover el aprendizaje de excelencia, inclusivo, pluricultural, colaborativo y equitativo a lo largo del trayecto de su formación".

### Localidades
El municipio cuenta con 7 localidades y ranchos, incluyendo la cabecera municipal:
- " Lázaro Cárdenas" (cabecera municipal).
- "El Tecorral."
- "San José de la Laguna".
- "Rancho Atlixtaca".
- "Rancho La Mancera".

## Fiesta Charra

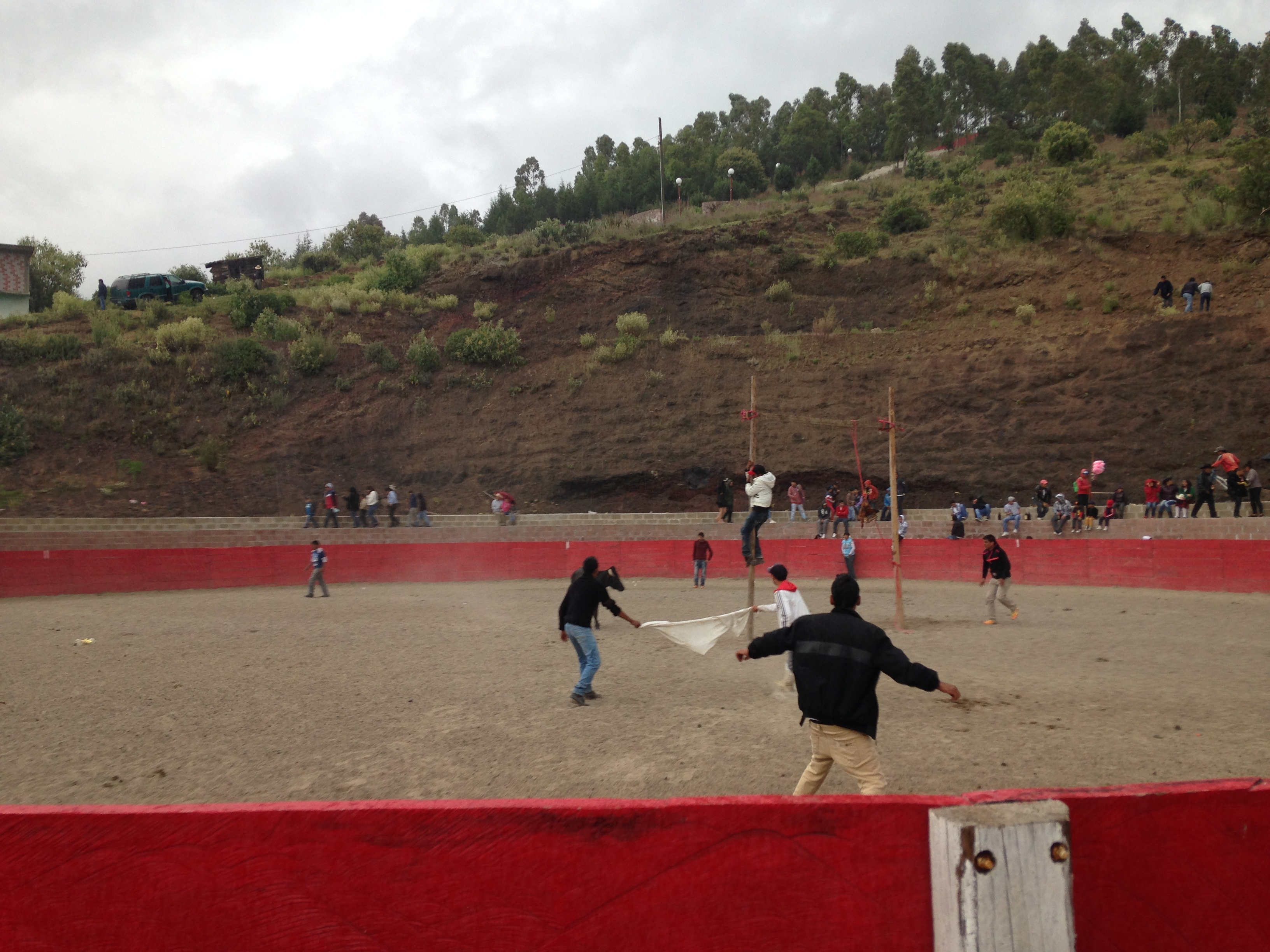
Tradicional evento de vaquillas en Lienzo Charro

El 25 de septiembre de 2016, fue inaugurada la primera etapa del Lienzo Charro "San Isidro", con motivo del 21 aniversario del municipio, donde se contó con la presentación del Grupo de Escaramuza Charra del municipio "Flores de Ocotlán", en la Feria de Escaramuzas que fue parte del festejo.
Cada año en el mes de septiembre se lleva a cabo la celebración del aniversario de la Escaramuza Charra Flores de Ocotlán, realizando una feria de Escaramuzas que cuenta con la presencia de otros grupos de escaramuzas de la región.

## Feria patronal
La Feria patronal se realiza cada sábado anterior al Miércoles de ceniza de cada año, ocurriendo entre los meses de febrero y marzo, este festejo se realiza en honor a la Virgen de Ocotlán. 
Desde nueve días antes se celebra el novenario, cada día hay misa, música y convivencia.

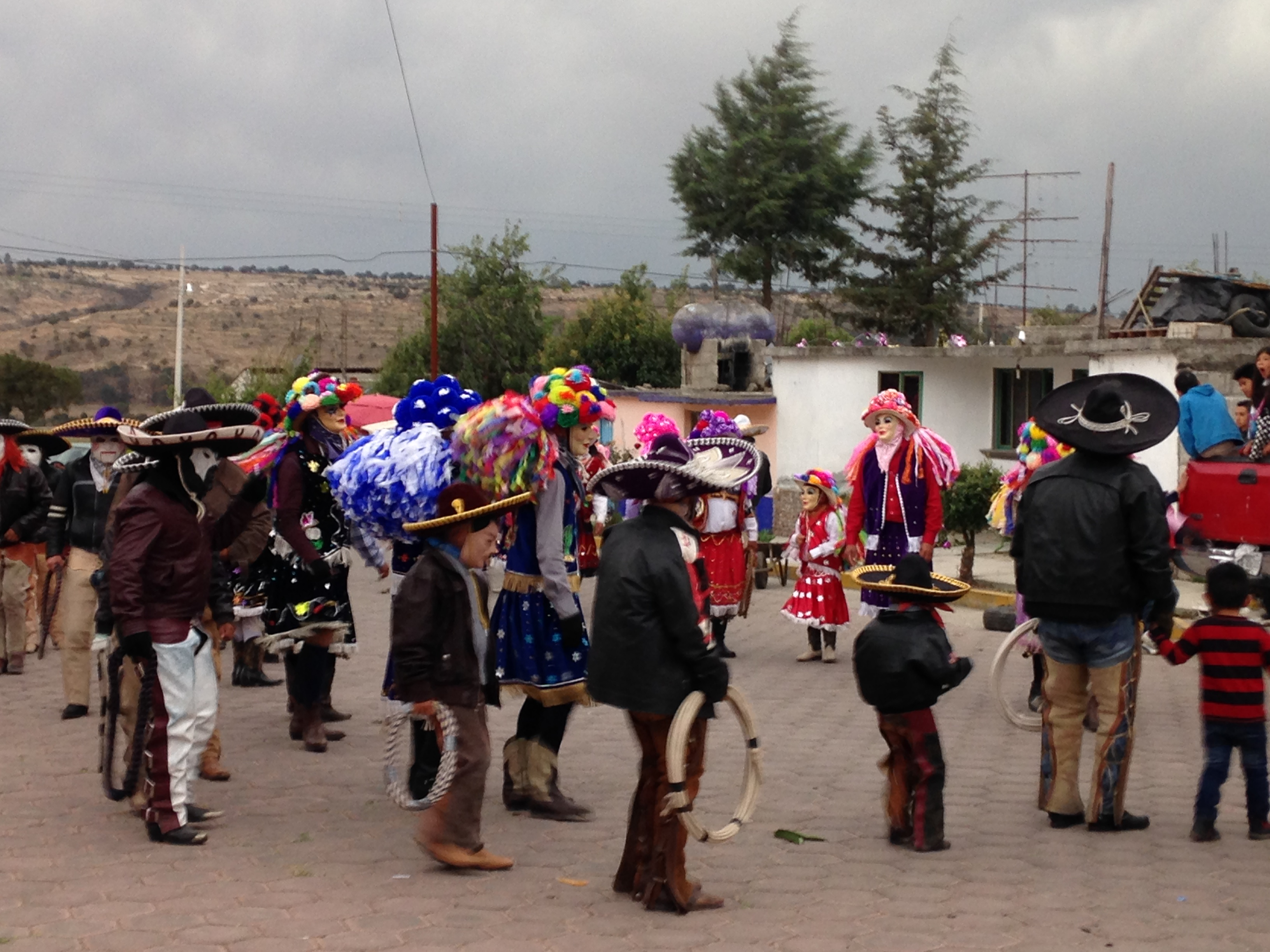
Huehues en Carnaval de Pascua

Entre los festejos de feria hay Juegos mecánicos, fuegos pirotécnicos, bailes populares, feria taurina, carnaval.

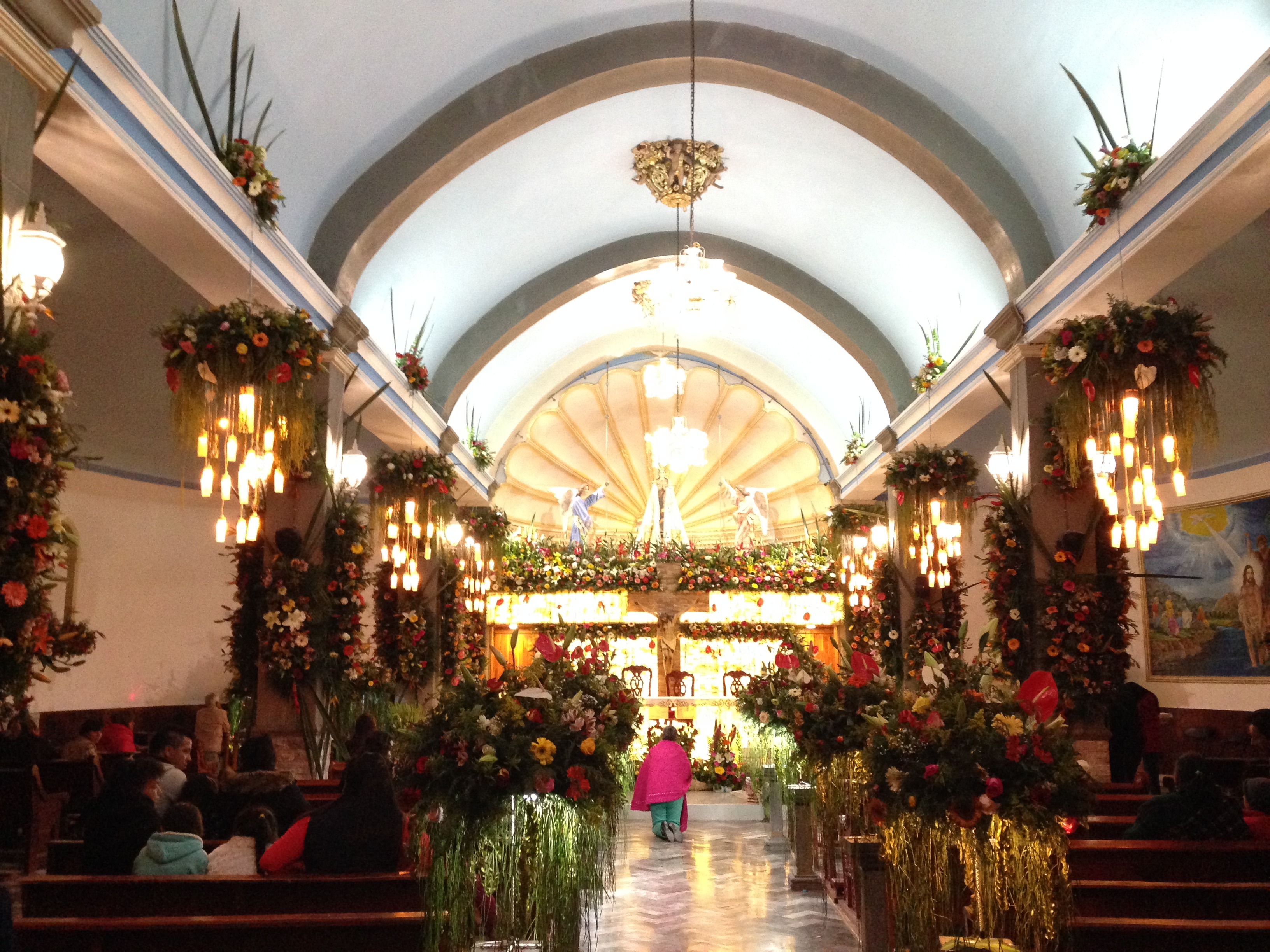
Templo adornado en Fiesta Patronal

La parroquia de nuestra Señora de Ocotlán, con cabecera en este municipio cuenta con 16 comunidades:
- Emiliano Zapata
- Gustavo Díaz Ordaz
- La Ciénega
- La Rosa
- La Palma
- Los Capulines
- Las Mesas
- Ojo de Agua
- La Capilla Tepeyahualco
- Rancho Seco
- Zotoluca
- Xicohténcatl (José María Morelos y Pavón)
- Capulac
- Santa Fe La Troje
- San José de la Laguna
- San Gregorio